# ジェラール・ルノルマン

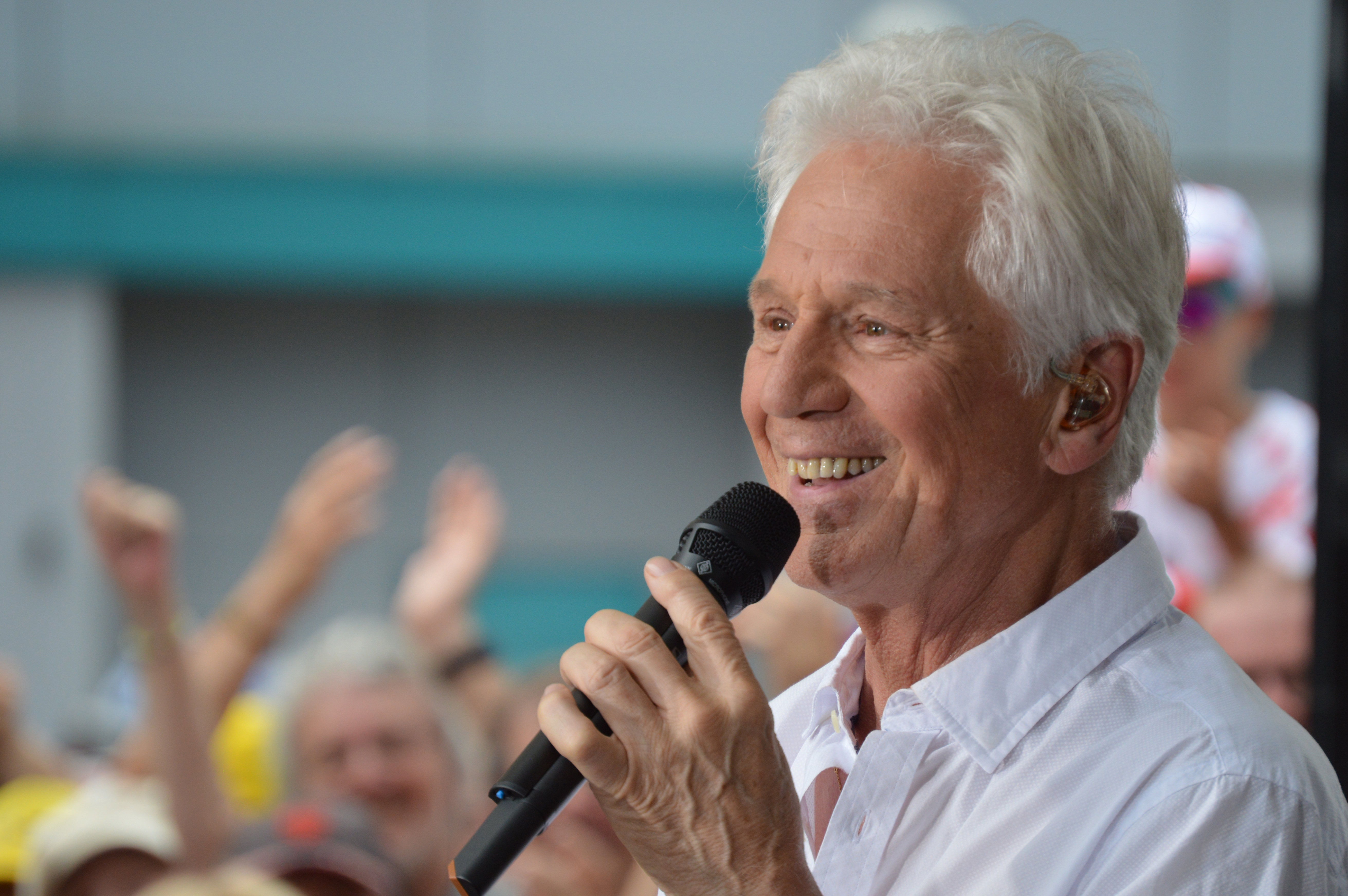
Gerard Lenorman lors de l'émission Village Départ en 2016.

ジェラール・ルノルマン（Gérard Lenorman）は、フランスの歌手。カルヴァドス県ベヌヴィル出身。1945年2月9日生まれ。本名、Gérard Christian Éric Lenormand 。作詞作曲も行う。

## 生い立ち
ジェラール・ルノルマンは、ベヌヴィル城に付設の産院で産まれた。この施設は修道女らが、困難な状況にある若い女性を迎え入れるための施設である。ジェラールの母、マドレーヌ・ルノルマン（Madeleine Lenormand）は当時16歳、父親が誰なのかは明かせない事情があった。ジェラールは35歳のとき、自分の実の父親が、エーリヒ（Erich）という名の、1944年当時、ノルマンディを占領していたドイツ軍の一兵士であったことを知る。父エーリヒは、とある市民オーケストラの主席バイオリニストでもあった。ジェラールは父親のことを自分の胸だけにしまっておこうと考えたが、後日、コンサートに出演するためベルリンへ向かう飛行機の中で、この件に関する思いのたけを、歌詞に書いて曲をつけ、歌にした。このとき作曲されたシャンソンが、"Warum mein Vater "（僕の親父だから）である。
ジェラール・ルノルマンは、知的ではあるものの愛情の希薄な環境で子供時代を過ごした。最初はパリ、その後オヴェルニュのイソワールに移り住んだ。5歳のときには、こっそり教会に忍び込んでハルモニウム・オルガンを弾いていた。ジェラール少年が母方の祖母に歌手になりたいという夢を打ち明けたところ、祖母はその思いに水を差すようなことは言わなかった。ジェラールの母親は、ジェラールを9歳の頃からサン＝ヴァンサン＝ド＝ポール（Saint-Vincent-de-Paul）の孤児院に一年のうち数ヶ月を預け、10歳になったときに結婚した。
ジェラールは12歳のときに初めてシャンソンを作った。このときの歌は数年後に Le Vagabond として世に出ることになる。14歳ごろのときジェラールは地方の管弦楽団をバックに歌を歌った。16歳のとき母親の親権下から離れ、昼間は工場で働き、夕方から地元のダンスクラブに出演した。特に「地中海クラブ」において、ジェラールの名前が知られるようになり始めた。
ジェラールは18歳のとき、ノルマンディの祖母に会いに行った折、自動車事故に遭った。後遺症も多く、1年間、移動の自由が利かず、安静にする必要があった。ジェラールはこの期間にたくさんのシャンソンを制作した。

## 歌手デビュー
1968年にジェラール・ルノルマンは45回のワンマンショーを行った。この年、ルノルマンはブリジット・バルドーと出会い、彼女のために2曲のシャンソンを書いた。La Fille de paille と Je voudrais perdre la mémoire がそれである。1969年にはいくつかの曲を確実に自分のものにして、ジョニー・ハリデイやシルヴィ・ヴァルタンのコンサートにゲスト歌手として参加した。
ルノルマンの歌手としてのキャリアは、1970年からいよいよ調子づいてくる。ポルトサンマルタン劇場で公演中のミュージカル「ヘアー」の主役を、それまで演じていたジュリアン・クレルクに代わって演じた。1971年4月には CBS Disques と契約して Il を吹き込んだ。この曲は彼の少ししゃがれた高い歌声を始めて録音した曲になる。
続いて De toi を発表し、フランスで売上2位に入る。さらに、1972年には Les Matins d’hiver を、1973年には Si tu ne me laisses pas tomber, Les Jours heureux, Le Petit Prince, La Fête des fleurs を、1974年には Quelque chose et moi を、1975年には La Ballade des gens heureux を、1976年には Michèle, Gentil dauphin triste, Voici les clésを、1977年には Un ami, L’Enfant des cathédrales を、1980年には Si j'étais président と楽曲を発表する。
1978年に発表したアルバム Nostalgies はディスク・ドー（金賞）を得た。La Ballade des gens heureux は最もすぐれたシャンソンのリストに載り、各メディアはジェラールをシャンソン界の「星の王子様」ともてはやした。
ジェラール・ルノルマンの楽曲は、英語、ドイツ語、スペイン語、イタリア語でも歌われ、録音された。人気はフランス国内に留まらなくなった。その後、Boulevard de l'océan (1979), La Clairière de l'enfance (1980), D'amour ! (1981), Le Soleil des tropiques (1983), Fière et nippone (1985), Heureux qui communique (1988) et Il y a (1993) とアルバムを発表していく。

## 歌手活動の一時的休止とその後

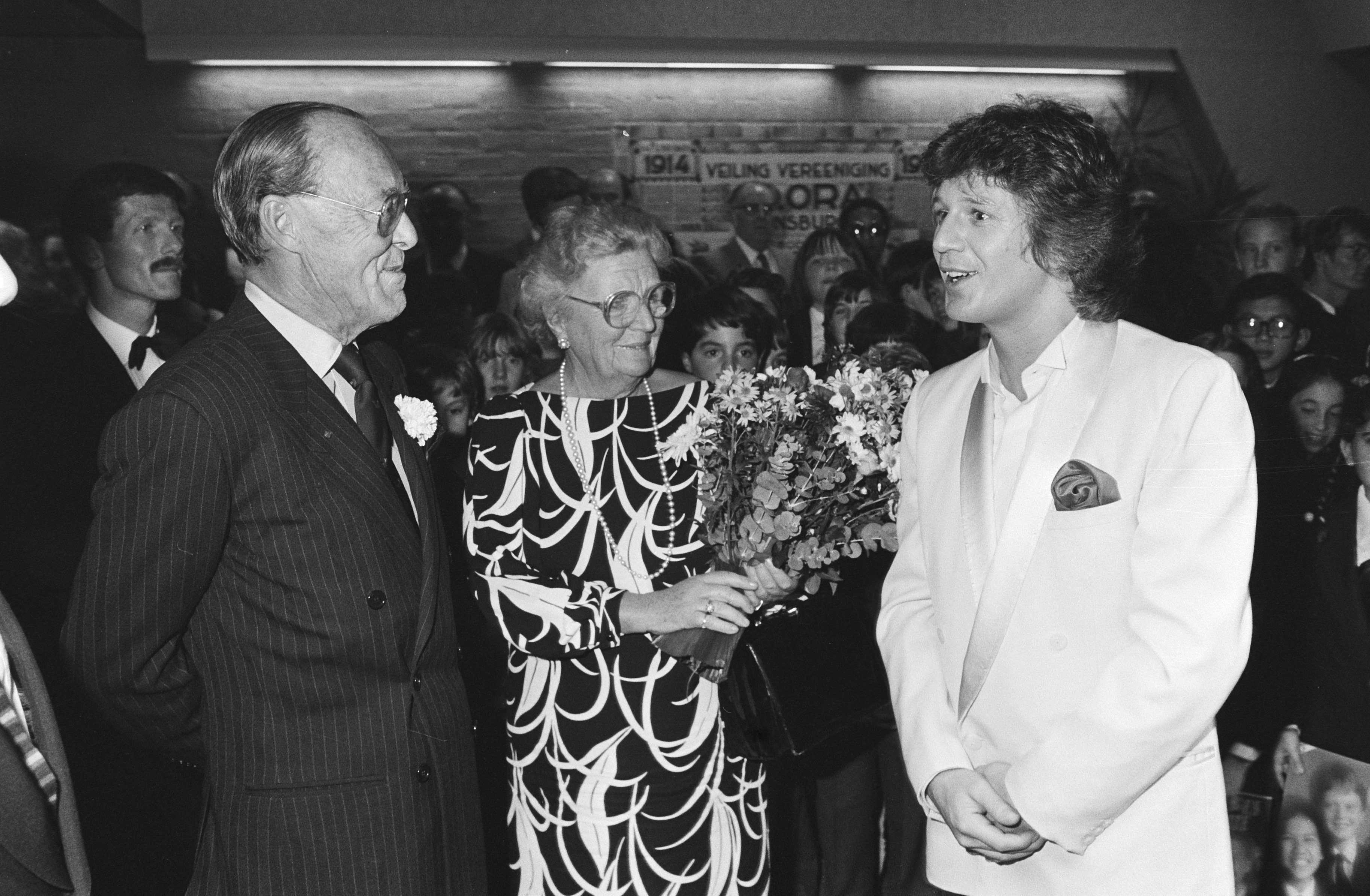
オランダのプリンセス・ユリアナとプリンス・ベルンハルトと会うジェラール・ルノルマン。1982年。

1983年に5週間にわたりパレ・デ・コングレ・ド・パリに聴衆をいっぱいに満たしたコンサートが絶頂期であるとされる。1986年に映画の Top Gun の主題歌をフランス語に訳した歌 Le Bleu des regrets を歌う。しかしその翌年に、レコード会社との契約の問題や、ディスコ＝ファンクの流行に彼の端正なシャンソンが負けることなど、さまざまな事情が絡み合って、ルノルマンはしばらくの間、歌手活動を休止することにした。
その後、新アルバムHeureux qui communique の発表で復帰を期待したが、比較的目立たない売れ行きであった。同年にルノルマンはユーロヴィジョン歌唱コンクールにフランス代表として選ばれる。このコンクールは一般的には売り出し中のアーティストが参加するものであるが、ベテランのルノルマンが選ばれたのは SACEM の意向が大きく働いていた。ルノルマンは開催地のダブリンで、作詞作曲を手がけた Chanteur de charme （作詞はクロード・レメルとの共同）を歌い、全20人の参加者中、10位という控えめな順位で終わった。コンクール後、ルノルマンはプレスに、票が国別に分散してしまうのがユーロヴィジョンの問題だと語った。
その後ルノルマンは、コンピレーション・アルバムを制作したりイベントに参加したりしたほか、ロックバンドのアンドシーヌやイマジネーションのプロデュースに関わった。
1995年に出したコンピレーション・アルバム Vos plus belles chansons は、過去の楽曲の再録である。このころルノルマンはフランスとケベックを往復して活動し、2000年には新アルバム La Raison de l'autre avec を発表したり、新曲 La Force d'aimer を歌ったりした。
ルノルマンは、2010年よりあとは定期的に舞台に上がらなくなった。
2011年10月に、ルノルマンを尊敬する歌手と一緒にデュオを歌うという企画のアルバム Duo de mes chansons を発表する。集まった複数の歌手の世代はさまざまで、中には Si j'étais président をフラメンコのアレンジで歌った Chico et les Gypsies もいる。アルバムは、2012年1月までに30万枚を売り上げた。なお、同様の企画アルバムをミシェル・デルペシュが2004年に出し、ヒットしており、本アルバムはそれに倣ったものである。
2011年末には女性歌手のアングンとコラボして Il を歌った。この歌唱はアングンのアルバム Echoes の限定版に収録されている。
2012年には慈善活動として Je reprends ma route というシングル曲の制作に参加した。
2016年11月にはラトゥルネ・アジュ・タンドルにシェイラやユグ・オフレらとともに参加した。この音楽イベントは往年の名歌手が出演するもので、ルノルマンは長年出演を辞退していたものであった。